# Kaplica św. Dominiki w Żabbarze
Kaplica świętej Dominiki (malt. Il-kapella ta' Santa Duminka, ang. Saint Domenica Chapel) – rzymskokatolicka kaplica w Ħaż-Żabbar na Malcie. Dziś kwatera Żabbar Scouts Group.
Kaplica sąsiaduje z niewiele młodszą kaplicą św. Andrzeja.

## Historia
Pierwsza wzmianka na temat kaplicy św. Dominiki znajduje się w rollo biskupa De Mello z 1436. Lecz późniejsze, z 1575, raporty Pietro Dusiny, papieskiego wizytatora, nic nie wspominają na jej temat. Możliwe, że Dusina nie oglądał kaplicy, gdyż była bardzo zniszczona po Wielkim Oblężeniu. Wszak znajdowała się na terenie działań armii tureckiej, około 1,5 kilometra od Birgu. W roku 1600 biskup Tomás Gargallo wspomniał, że od 1593 rektorem kaplicy był Angelo Grech. Po wizytacji w 1615 biskup Baldassare Cagliares informował w raporcie, że kaplica miała dwoje drzwi, od zachodu oraz od południa, przed kaplicą był plac, zaś wewnątrz znajdował się obraz Madonny. Z kolei biskup Balaguer pisał, że w kaplicy pod obrazem przedstawiającym Matkę Bożą Różańcową znalazł inne malowidło, Matka Boża Łaskawa ze św. Dominiką i św. Katarzyną.

Dużo później drzwi od zachodniej strony zostały w połowie zamurowane, w wyniku czego powstało tam okno.
Około 1660 Duminka Grech, żona niejakiego Fredericka Pratta, odremontowała wnętrze kaplicy i postawiła nowy ołtarz, maskujący stary.
Podczas II wojny światowej kaplica została bardzo uszkodzona przez bombardowanie lotnicze. Po wojnie odbudowana do oryginalnego kształtu, niestety zachowało się niewiele z oryginalnego budulca.

## Architektura

### Wygląd zewnętrzny
Pierwotna kaplica zbudowana była w stylu sykulo-normańskim, Hugh Braun nazywa go „early Melitan” (wczesnomaltański). Kaplica o wymiarach 24x19 stóp (ok. 7,3x5,8 m) ma prostą fasadę, w której są prostokątne drzwi, oraz niewielkie okno ponad nimi. Na lewo od wejścia, u szczytu ściany kamienny rzygacz, odprowadzający wodę deszczową z dachu. Na szczycie fasady łukowata konstrukcja typu bell-cot, przeznaczona kiedyś do zawieszenia niewielkiego dzwonka.

Oryginalną fasadę tworzyła kiedyś elewacja od strony zachodniej, zakończona trójkątnie do góry, dziś z zakratowanym oknem, pozostałością wejścia.

### Wnętrze
Wnętrze kaplicy proste, dach wsparty na, odbudowanych w połowie XX wieku, łukach. Ołtarz na ścianie przeciwnej od okna, z obrazem w drewnianej ramie oraz dwoma innymi po bokach.

## Dzieła sztuki
Podczas prac rekonstrukcyjnych odkryte zostały na ścianie za ołtarzem trzy freski: Matki Bożej Łaskawej ze św. Dominiką i św. Katarzyną, św. Hieronima i św. Franciszka. Niestety te dwa ostatnie były nie do uratowania. Fresk z Madonną, mimo pewnych ubytków, został zabezpieczony przez Rafaela Bonnici Calì i przewieziony do muzeum parafialnego w Żabbarze. Jest to najstarszy na Malcie fresk przedstawiający Matkę Boską Łaskawą oraz św. Katarzynę.

Obraz tytularny, wykonany na płótnie, przedstawia św. Dominikę, u stóp której klęczą dwie postaci, z lewej kobieta okryta ċulqana, z prawej zaś mężczyzna. Przypuszcza się, że jest to Duminka Grech i jej mąż Frederico Pratt. Napis pod spodem wyraża prośbę do św. Dominiki o pośrednictwo w modlitwach.

## Kaplica dzisiaj
Po odbudowie w latach pięćdziesiątych XX wieku kaplica św. Dominiki wraz z przyległą kaplicą św. Andrzeja służyły jako centrum katechizacyjne dla dzieci z okolicy. Czasem nawet odbywały się tu msze święte. W latach dziewięćdziesiątych, po przeniesieniu centrum katechizacyjnego do kościoła św. Krzyża, kaplica wraz z sąsiednią kaplicą św. Andrzeja, przekazana została nowo powstałej Żabbar Scout Group na ich kwaterę.

## Ochrona dziedzictwa kulturowego
Budynek kaplicy umieszczony jest na liście National Inventory of the Cultural Property of the Maltese Islands pod nr. 2105.